# Rally Cataluña de 1961
El Rally Cataluña de 1961, oficialmente 5.º Rally Cataluña-12.º Vuelta a Cataluña, fue la quinta edición y la tercera ronda de la temporada 1961 del Campeonato de España de Rally. Fue también puntuable para el campeonato de Cataluña y de Francia. Se celebró del 9 al 11 de junio. El recorrido de esta edición contó con menos kilometraje respecto a otros años y parte del mismo transcurría por tierras francesas. En la primera etapa los participantes partían desde Barcelona donde realizaron al poco varias pruebas cronometradas en cuesta y luego continuaban la marcha hasta Andorra tras cubrir unos 743 km. Al día siguiente realizaban el recorrido de vuelta con meta en la ciudad condal sumando en esta ocasión unos 395 km. La carrera terminaba en Montjuich con una prueba de slalom. De los cuarenta y cinco equipos participantes solamente terminaron veintinueve.

## Pruebas adicionales
- Resultados de las pruebas cronometras y en cuesta.[4]

| # | Prueba                 | Ganador         | Tiempo/Media |
| - | ---------------------- | --------------- | ------------ |
| 1 | Cuesta de Flor de Mayo | Vittorio lepori | 68,2 km/h    |
| 2 | Espinagosa             | Miguel Soler    | 71,8 km/h    |
| 3 | Cuesta Coll Formich    | Miguel Soler    | 5:39.65      |
| 4 | Oliette-La Llagone     | Gastón Ferrier  | 27:53.2      |
| 5 | Cuesta del Envalira    | José Valls      | 4:39         |

## Clasificación final
| Pos. | Piloto            | Copiloto        | Automóvil       | Puntos | Diferencia |
| ---- | ----------------- | --------------- | --------------- | ------ | ---------- |
| 1.   | Juan Fernández    | Ramón Grifoll   | BMW 700         | 198,68 | 0.0        |
| 2.   | José Valls        | Arturo Elizalde | Alfa Romeo GSS  | 237,08 |            |
| 3.   | Gastón Ferrier    | René Arnoud     | Auto Union 1000 | 259,93 |            |
| 4.   | Pablo Menzel      | Augusto Lluch   | BMW 700         | 262,76 |            |
| 5.   | Aruro Sáenz       | Joel Malfondet  | Renault Gordini | 278,75 |            |
| 6.   | B. Riberaygua     | J. Castells     | Auto Union      | 312,25 |            |
| 7.   | Ignacio Baixeras  | Ramón Calmet    | SEAT            | 318,25 |            |
| 8.   | Gerardo de Andrés | Javier Ruiz     | BMW 700 Sport   | 331,13 |            |
| 9.   | Jaime Juncosa     | D. Veiga        | SEAT 600        | 340,18 |            |
| 10.  | Jesús Saiz        | J. Márquez      | BMW 700 Sport   | 345,76 |            |